# TEMPOL
TEMPOL（テンポール）または4−ヒドロキシTEMPOは、分子式C9H18NO2で表される有機化合物である。複素環式化合物の一種である。正式名称は4-ヒドロキシ-2,2,6,6-テトラメチルピペリジン-1-オキシル（英語版）という。
TEMPOと同様に、安定なラジカルとして酸化剤や触媒に使われる。TEMPOLの利点はTEMPOに比べて非常に価格が安いことである。TEMPOLはアンモニアとアセトンを濃縮して作られるトリアセトンアミンから合成される。値段が安いため、産業用としても利用されている。
医薬品では、活性酸素の分解を促進する物質となる。TEMPOLは超酸化物の不均化を触媒し、過酸化水素の代謝を促進し、フェントン試薬の体内での発生を抑えるはたらきがある。